# Carl Tausig
Carl Tausig, Karl Tausig o Karol Tausig (Varsòvia, Polònia, 14 de novembre de 1841 - Leipzig, Alemanya, 17 de juliol de 1871) fou un pianista, arranjador i compositor jueu polonès.
Va ser un dels deixebles predilectes de Franz Liszt, el qual l'obligà a emprendre, segons era costum obligada per aquells temps donada la fama del mestre, a una sèrie de viatges artístics que acabaren fixant-se a Berlín com a professor de piano.
El mecanisme de Tausing consistia en el meravellós, i bon intèrpret de les obres mestres dels clàssics, ensems que els moderns, fou honorat amb el títol de professor de piano de la cort de Prússia, però la seva prematura mort privà al món musical d'un verdader geni de l'execució.
El 1866 havia fundat a Berlín junt amb Louis Ehlert una Acadèmia per l'ensenyança superior de piano, i on va tenir alumnes com el neerlandès Oskar Raif, l'alemanya Marta Remmert, Raael Joseffy i la russa Vera Timanoff, i que ja deixà el 1870. Des de 1866 a 1868 fou professor d'aquesta escola el compositor Jensen i també el músic i crític musical Otto Lessmann.
Com a compositor va escriure poques obres i de no gaire vàlua, però, per contra, publicà obres dels clàssics i una reducció de Els mestres cantaires de Nuremberg per a piano. Les seves Techhhnjsche Studien aparegueren després de la seva mort publicades pel també compositor i musicògraf Johann Theodor Viehmeyer (1870-1947 i el pianista i crític musical Eric Ehrlich (1822-1899).

## Composicions originals
- Impromptu, Op. 1a
- Dos Concert-Etudes, Op. 1b
- Das Geisterschiff (Ballade), Op. 1c
- Introduction and Tarantella, Op. 2a
- L'Espérance (nocturn), Op. 3
- Rêverie, Op. 5
- Le Ruisseau, Op. 6a
- Deu Préludes
- Ungarische Zigeunerweisen
- Valse-Caprice (2)

## Transcripcions
- Johann Sebastian Bach: (6) Chorale Preludes (BWV 1098, 614, 622, 656, ???, 648)
- Bach: Praeludium, Fuge und Allegro, BWV 998
- Bach: Toccata and Fugue in D minor, BWV 565
- Ludwig van Beethoven: Sechs Sätze, per a quartet de corda
- Hector Berlioz: Gnomenchor und Sylphentanz
- Frédéric Chopin: Concert per a Piano No. 1 in E minor
- Franz Liszt: Les Préludes (*) (Publicada per Editio Musica Budapest)
- Liszt:  Tasso, Lamento e Trionfo
- Liszt: Hamlet
- Liszt: Orpheus
- Liszt: Die Ideale
- Liszt: Hungaria
- Liszt: Ce qu'on entend sur la montagne)
- Liszt: Heroïde funèbre
- Liszt: Faust Symphony
- Liszt: Dante Symphony
- Stanisław Moniuszko: Reminiscences de Halka
- Domenico Scarlatti: Cinc Sonates
- Franz Schubert: Andantino und Variationen, Op. 84, No. 1
- Schubert: Marche Militaire, Op. 51, No. 1
- Schubert: Polonaise, Op. 75, No. 3
- Schubert: Rondo, Op. 84, No. 2
- Schumann: Die Contrabandiste;;
- J. Strauss II: Nouvelles soirées de Vienne (Valses-caprices Nos. 1-3)
- Wagner: Els mestres cantaires de Nuremberg (arranjament per a piano a quatre mans)
- Wagner: Kaiser-Marsch
- Wagner: Meditation per Els mestres cantaires de Nuremberg
- Wagner: Tres paraphrases de Tristan und Isolde
- Wagner: Dos transcripcions per Die Walküre
- Weber: Invitació a la Dansa (3)